# 香港2016年度授勳及嘉獎名單
香港2016年度授勳及嘉獎名單，2016年7月1日於憲報刊登，共有310人獲頒授勳銜及作出嘉獎，這是香港主權移交以來第19份授勳名單。
此外，政府亦於9月15日宣佈再向29名曾於淘大工業村及昌發工廠大廈火警中執行滅火及救援行動的消防處人員頒授勳銜及作出嘉獎，因此本年共有339人獲頒授勳銜及作出嘉獎。勳銜頒授典禮於10月29日在禮賓府舉行。

## 授勳及嘉獎名單

### 大紫荊勳章
- 林鄭月娥司長，大紫荊勳賢，GBS，JP
- 譚耀宗議員，大紫荊勳賢，GBS，JP
- 陳永棋先生，大紫荊勳賢，GBS，JP
- 羅仲榮博士，大紫荊勳賢，GBS，JP
- 胡法光先生，大紫荊勳賢，GBS，JP
- 鄭慕智博士，大紫荊勳賢，GBS，JP
- 徐立之教授，大紫荊勳賢，GBS，JP

### 金紫荊星章
- 黎棟國局長，GBS，IDSM，JP
- 黃錦星局長，GBS，JP
- 陳茂波局長，GBS，MH，JP
- 陳鑑林議員，GBS，JP
- 方剛議員，GBS，JP
- 杜溎峰法官，GBS
- 董建成先生，GBS，JP
- 王倩儀女士，GBS，JP
- 袁銘輝先生，GBS，JP
- 譚贛蘭女士，GBS，JP
- 紀文鳳女士，GBS，JP
- 彭耀佳先生，GBS，JP
- 楊釗博士，GBS，JP
- 劉長樂先生，GBS，JP
- 盧文端先生，GBS，JP
- 應家柏先生，GBS，JP
- 林廣兆先生，GBS
- 鄧國威先生，GBS，JP

### 金英勇勳章
- 張耀升先生，MBG（追授）
- 許志傑先生，MBG（追授）

### 銀紫荊星章
- 李慧琼議員，SBS，JP
- 陸少冰女士，SBS，JP
- 黎文軒先生，SBS，FSDSM
- 李文俊先生，SBS，JP
- 李漢城先生，SBS，JP
- 林濬先生，SBS，JP
- 高寶齡女士，SBS，MH，JP
- 梁永祥先生，SBS，JP
- 陳小玲女士，SBS，MH，JP
- 鄧日燊先生，SBS，JP
- 簡松年先生，SBS，JP
- 施子清先生，SBS，JP
- 張妙清教授，SBS，JP
- 陳甘美華女士，SBS，JP
- 麥靖宇先生，SBS，JP
- 鄧清河先生，SBS，JP
- 陳國基先生，SBS，IDSM
- 黃世照先生，SBS，IDS
- 貝鈞奇先生，SBS，MH
- 周安達源先生，SBS
- 龐信先生，SBS
- 阮雲道先生，SBS
- 陳經緯先生，SBS

### 銀英勇勳章
- 尹建偉先生，MBS

### 紀律部隊及廉政公署卓越獎章
香港警察卓越獎章
- 姚仰龍先生，PDSM，PMSM
- 劉業成先生，PDSM，PMSM
- 蔡偉思先生，PDSM，PMSM
- 林文榮先生，PDSM

香港消防事務卓越獎章
- 劉克能先生，FSDSM，FSMSM
- 李亮明先生，FSDSM
- 譚龍章先生，FSDSM

香港入境事務卓越獎章
- 黃然生先生，IDSM

香港懲教事務卓越獎章
- 何龍光先生，CSDSM

香港廉政公署卓越獎章
- 吳鴻章先生，IDS
- 楊恩德先生，IDS

### 銅紫荊星章
- 陳克勤議員，BBS，JP
- 鄭國漢教授，BBS，JP
- 張永森先生，BBS，MH，JP
- 黃建彬先生，BBS，MH，JP
- 黃碧嬌女士，BBS，MH，JP
- 陳有海先生，BBS，MH，JP
- 林家輝先生，BBS，JP
- 鍾港武先生，BBS，JP
- 龐愛蘭女士，BBS，JP
- 余國樑先生，BBS，MH，JP
- 胡兆英先生，BBS，MH，JP
- 陳國超博士，BBS，MH，JP
- 湯徫掄先生，BBS，MH，JP
- 楊偉誠先生，BBS，MH，JP
- 劉德華先生，BBS，MH，JP
- 鄧文彬先生，BBS，JP
- 王沛詩女士，BBS，JP
- 李金鴻先生，BBS，JP
- 姚祖輝先生，BBS，JP
- 孫少文博士，BBS，JP
- 梁世民醫生，BBS，JP
- 梁挺雄醫生，BBS，JP
- 莊創業先生，BBS，JP
- 莫樹聯先生，BBS，JP
- 陳建強醫生，BBS，JP
- 陳炳輝先生，BBS，JP
- 陳祖貽醫生，BBS，JP
- 馮宜萱女士，BBS，JP
- 黃鎮南先生，BBS，JP
- 楊國琦先生，BBS，JP
- 楊萬里先生，BBS，JP
- 劉佩瓊教授，BBS，JP
- 盧寵茂教授，BBS，JP
- 蘇偉文教授，BBS，JP
- 陳國華先生，BBS，MH
- 于善基先生，BBS，MH
- 文志華先生，BBS，MH
- 李蓮女士，BBS，MH
- 張溢良先生，BBS，MH
- 勞鍱珍女士，BBS，MH
- 黃㠶風先生，BBS，MH
- 鄧偉明先生，BBS，MH
- 林國華先生，BBS
- 何掌邦先生，BBS
- 何超蕸女士，BBS
- 何濼生教授，BBS
- 李君豪先生，BBS
- 沈仲平博士，BBS
- 周進華先生，BBS
- 苗樂文先生，BBS
- 張偉良先生，BBS
- 梁天偉教授，BBS
- 郭棟明先生，BBS
- 陳兆根博士，BBS
- 陳易希先生，BBS
- 陳素嫻女士，BBS
- 陳婉婷女士，BBS
- 黃俊康先生，BBS
- 劉光祥先生，BBS
- 韓秉華先生，BBS

### 銅英勇勳章
- 朱偉文先生，MBB
- 吳志雄先生，MBB
- 周偉航先生，MBB
- 陳俊彥先生，MBB
- 陳炳成先生，MBB
- 陳豪峯先生，MBB
- 陳顯基先生，MBB

### 紀律部隊及廉政公署榮譽獎章
香港警察榮譽獎章
- 葉智強先生，PMSM
- 史勿輝先生，PMSM
- 吳淑芬女士，PMSM
- 李善昌先生，PMSM
- 李德安先生，PMSM
- 周效良先生，PMSM
- 周楚基先生，PMSM
- 施錦祥先生，PMSM
- 馬繼強先生，PMSM
- 梁世九先生，PMSM
- 梁瑋珊女士，PMSM
- 陳天祥先生，PMSM
- 陳永亮先生，PMSM
- 陳楚娟女士，PMSM
- 曾國威先生，PMSM
- 黃炳雄先生，PMSM
- 楊家強先生，PMSM
- 劉保祿先生，PMSM
- 盧永賢先生，PMSM
- 蕭澤頤先生，PMSM
- 鍾仕邦先生，PMSM
- 關展倫先生，PMSM

香港消防事務榮譽獎章
- 朱志寶先生，FSMSM
- 官岳忠先生，FSMSM
- 胡裕培先生，FSMSM
- 楊炳貴先生，FSMSM
- 潘廣泰先生，FSMSM
- 鄧景星先生，FSMSM
- 盧永漢先生，FSMSM

香港入境事務榮譽獎章
- 李國偉先生，IMSM
- 周永禧先生，IMSM
- 黃濟源先生，IMSM
- 劉文耀先生，IMSM

香港海關榮譽獎章
- 陳偉超先生，CMSM
- 陳廣光先生，CMSM
- 劉德才先生，CMSM
- 譚溢強先生，CMSM

香港懲教事務榮譽獎章
- 袁愛芳女士，CSMSM
- 陳志文先生，CSMSM
- 曾向慶先生，CSMSM
- 黎偉強先生，CSMSM
- Mr. Gurcharan SINGH，CSMSM

香港廉政公署榮譽獎章
- 岑家輝先生，IMS
- 程寶嫻女士，IMS
- 劉天慶先生，IMS

### 榮譽勳章
- 李許美嫦女士，MH，JP
- 黃舒明女士，MH
- 古揚邦先生，MH
- 李均頤女士，MH
- 徐帆先生，MH
- 陳灶良先生，MH
- 龍瑞卿女士，MH
- 李志恒先生，MH
- 張富先生，MH
- 張錫容女士，MH
- 莊永燦先生，MH
- 莫健榮先生，MH
- 黃宏滔先生，MH
- 黃嘉榮先生，MH
- 趙秀嫻女士，MH
- 鄧瑞華先生，MH
- 鄭泳舜先生，MH
- 譚領律先生，MH
- 陳仲海先生，MH
- 陳杏女士，MH
- 楊學明牧師，MH
- 方競生先生，MH
- 王舜義先生，MH
- 司徒旭先生，MH
- 何小芳女士，MH
- 李垂誼先生，MH
- 李徐艾儀女士，MH
- 李浩然博士，MH
- 李德文醫生，MH
- 李耀輝先生，MH
- 沈安儀女士，MH
- 周厚立先生，MH
- 林楚昭先生，MH
- 林煒珊女士，MH
- 林麗芳女士，MH
- 林寶全先生，MH
- 南鳳女士，MH
- 姚澤林先生，MH
- 洪文正先生，MH
- 夏中建先生，MH
- 馬僑生先生，MH
- 張錦如先生，MH
- 梁元生教授，MH
- 梁建文先生，MH
- 梁紹安先生，MH
- 莊文強先生，MH
- 莊任明先生，MH
- 郭海生先生，MH
- 陳宇光先生，MH
- 陳建業先生，MH
- 陳偉道先生，MH
- 陳偉豪先生，MH
- 陳曉峰先生，MH
- 陶淑妍女士，MH
- 馮玖女士，MH
- 黃傑先生，MH
- 黃寶基先生，MH
- 葉馮玉珍女士，MH
- 詹洪良先生，MH
- 甄韋喬博士，MH
- 潘鴻坤女士，MH
- 蔡沛華先生，MH
- 蔡漢成教授，MH
- 鄧珮頤女士，MH
- 鄭祖瀛先生，MH
- 鄭培凱教授，MH
- 衞雲青先生，MH
- 賴子文先生，MH
- 叢蔣漢先生，MH
- 顏景蓮女士，MH
- 譚姜美珠女士，MH
- Mr. Muthu Veerappan ARUNACHALAM，MH

### 行政長官社區服務獎狀
- 余智榮先生
- 王碧卿女士
- 成秀萍女士
- 余偉雄先生
- 吳玉玲女士
- 吳偉星先生
- 李以強先生
- 車偉恒先生
- 周玉英女士
- 林啤先生
- 林國雄博士
- 林琼美女士
- 邱松慶先生
- 邱健醫生
- 邵豐祺先生
- 張浩明先生
- 張漪薇女士
- 梁毓偉先生
- 郭慧文女士
- 郭錦鴻先生
- 陳惠陽先生
- 麥美儀女士
- 曾自香女士
- 馮樹發先生
- 黃才立先生
- 黃兆龍先生
- 黃志華先生
- 黃金峯先生
- 黃根仔先生
- 黄幗懿女士
- 楊存洲先生
- 楊漢宗先生
- 葉平南先生
- 鄒秉恩先生
- 甄懋強先生
- 劉良雅先生
- 劉典祥先生
- 劉珮珊女士
- 歐楚筠女士
- 歐鎧淳女士
- 潘永盛先生
- 鄧作霖先生
- 鄭偉雄先生
- 鄺恩寶女士
- 關泉堅先生
- 龐倩渝女士
- Ms. Rita GURUNG
- Mr. Syed Jamil RAGHBI

### 行政長官公共服務獎狀
- 羅夢熊先生，PDSM
- 張德強先生，PMSM
- 歐陽照剛先生，PMSM
- 孔榮遠先生
- 文家祥先生
- 文偉傑先生
- 王恩承先生
- 伍錦輝先生
- 江學禮先生
- 何廸希先生
- 何紹榮先生
- 余達松先生
- 吳承斌先生
- 呂俊宏先生
- 李佩芬女士
- 李家俊先生
- 周浚楷先生
- 林曉彤女士
- 胡勝豪先生
- 徐健文先生
- 袁耀強先生
- 馬文敬先生
- 馬啟耀先生
- 梁志添先生
- 梁偉先生
- 梁淑妍女士
- 莊定賢先生
- 郭蔭庸先生
- 陳銘泰先生
- 陶輝先生
- 麥國兆先生
- 曾慶棠先生
- 温志平先生
- 馮偉棠先生
- 黃家俊先生
- 黃業祥先生
- 黃業興先生
- 楊偉恒先生
- 楊進昇先生
- 葉振瀚先生
- 劉偉業先生
- 蔡明曦先生
- 鄧錦榮先生
- 黎偉希先生
- 盧科璋先生